# Ikonografi
Ikonografi är en konstvetenskaplig term som syftar på undersökningen av idéer och motiviskt innehåll i ett konstverk. 
Erwin Panofsky använde termen som benämning på det andra ledet i det schema med vilket han beskrev den konstvetenskapliga metodologi han utvecklade och praktiserade. Den första grundläggande stadiet består av iakttagandet av det faktiska bildinnehållet, frånsett all kulturell betydelse och förståelse. Objekten som avbildats identifieras, för att sedan ikonografiskt kunna granskas och tilldelas en kulturellt betingad betydelse (exempelvis ett objekts allegoriska eller symboliska mening). Verkets beståndsdelar analyseras var för sig för att sedan vägas mot varandra i analysmodellens sista skede, den ikonologiska tolkningen. 